# Federico Boasso
Federico Hernán Boasso Fleury (San Carlos Centro, Provincia de Santa Fe, Argentina, 16 de septiembre de 1995) es un futbolista argentino. Juega como volante mixto y su primer equipo fue Colón de Santa Fe. Actualmente milita en Club Social y Deportivo Tristán Suárez de la Primera Nacional, segunda división de Argentina.

## Trayectoria
Realizó inferiores en varios clubes, entre ellos, la Agrupación de Fútbol Infantil A.F.I. (San Carlos Centro) y el Club Deportivo Unión Progresista (San Carlos Sud). Luego realizó la mayor parte de su preparación en el club Argentino de San Carlos (Del cual es hincha), paso previo para luego ser transferido a Colón de Santa Fe. También, mientras militaba en las inferiores del club Argentino de San Carlos (institución dueña de su pase en ese momento) competía paralelamente en condición de préstamo en los torneos de la Liga Intervecinal de Fútbol Infantil Galvense (canchas de 7 jugadores) representando al Club Deportivo Gessler (Gessler).
En el Sabalero jugó en los campeonatos de la Liga Santafesina de Fútbol, logrando salir campeón en 2 oportunidades (Clausura 2014 y Apertura 2017). Durante ese tiempo, Federico Boasso Fleury, demostró un gran nivel siendo figura clave en el equipo. Este gran nivel hizo que el director técnico Darío Franco decida ascenderlo al plantel de Primera División de AFA en julio de 2015. El primer partido que fue convocado y logró formar parte del banco de suplentes, ha sido el 12 de julio frente al Club Nueva Chicago, de visitante, en un partido correspondiente al campeonato de Primera División 2015 del fútbol argentino. También estuvo en el banco de suplente, en el partido de local, que se disputó el 7 de febrero, frente a Arsenal, correspondiente al campeonato de Primera División 2016, del fútbol argentino. 
Sin haber debutado profesionalmente (sólo integró el banco de suplentes de Primera en dos ocasiones) fue dejado libre por Colón y regresó a Argentino de San Carlos para disputar la Liga Santafesina de Fútbol, habiendo logrado convertir 12 goles y quedando a tan solo 1, del goleador. A mediados de 2018, después de llegar a un acuerdo entre las partes, es contratado por Unión de Sunchales.
Tras una gran temporada en el Bicho Verde, donde incluso se consagró campeón de la Copa Santa Fe siendo una de las figuras del equipo, fue transferido a Nacional Potosí de Bolivia.
En 2020 se fue a probar suerte al futbol de Grecia, al Rodos FC.
En 2021, vuelve al fútbol argentino para ser fichado por el Club Atlético Güemes de Santiago del Estero, club que milita la Segunda División de Argentina, en él tuvo una muy buena temporada y el equipo estuvo a un paso de clasificar al reducido por el segundo ascenso a Primera División.
En 2022 fue fichado por el Club Almagro de la Primera Nacional. En 2022 tuvo un muy buen año futbolístico quedando Almagro 8.º en la tabla de posiciones, clasificando al reducido por el segundo ascenso a la Liga Profesional, pero quedando eliminados en octavos de final por Independiente Rivadavia de Mendoza.
En el mercado de pases de verano 2022/23 fue fichado por el Club Atlético Chaco For Ever de la provincia de Chaco, también de la segunda división de Argentina.
En 2024 llegó al Club Atlético Alvarado de Mar del Plata.
En enero de 2025 llegó al Club Social y Deportivo Tristán Suárez.

## Clubes
| Club                                   | País      | Año       |
| -------------------------------------- | --------- | --------- |
| Colón de Santa Fe                      | Argentina | 2015-2017 |
| Argentino de San Carlos                | Argentina | 2018      |
| Unión de Sunchales                     | Argentina | 2018-2019 |
| Nacional Potosí                        | Bolivia   | 2019      |
| Rodos FC                               | Grecia    | 2020-2021 |
| Güemes                                 | Argentina | 2021      |
| Almagro                                | Argentina | 2022      |
| Chaco For Ever                         | Argentina | 2023      |
| Club Atlético Alvarado                 | Argentina | 2024      |
| Club Social y Deportivo Tristán Suárez | Argentina | 2025      |

### Estadísticas
* Actualizado el 8 de marzo de 2023
| Club                      | Div                 | Temporada           | Liga  | Liga  | Copas Nacionales(1) | Copas Nacionales(1) | Copas Regionales(2) | Copas Regionales(2) | Total | Total |
| Club                      | Div                 | Temporada           | Part. | Goles | Part.               | Goles               | Part.               | Goles               | Part. | Goles |
| ------------------------- | ------------------- | ------------------- | ----- | ----- | ------------------- | ------------------- | ------------------- | ------------------- | ----- | ----- |
| Colón (SF) Argentina      | 1a                  | 2015                | 0     | 0     | -                   | -                   | -                   | -                   | 0     | 0     |
| Colón (SF) Argentina      | 1a                  | 2016                | 0     | 0     | -                   | -                   | -                   | -                   | 0     | 0     |
| Colón (SF) Argentina      | 1a                  | 2016/17             | 0     | 0     | -                   | -                   | -                   | -                   | 0     | 0     |
| Colón (SF) Argentina      | 1a                  | 2017/18             | 0     | 0     | -                   | -                   | -                   | -                   | 0     | 0     |
| Colón (SF) Argentina      | Total club          | Total club          | 0     | 0     | 0                   | 0                   | 0                   | 0                   | 0     | 0     |
| Argentino (SC) Argentina  | 6.º                 | 2018                | 19    | 12    | -                   | -                   | -                   | -                   | 19    | 12    |
| Argentino (SC) Argentina  | Total club          | Total club          | 19    | 12    | -                   | -                   | -                   | -                   | 19    | 12    |
| Unión (S) Argentina       | 3.º                 | 2018/19             | 24    | 9     | 2                   | 1                   | 5                   | 3                   | 31    | 13    |
| Unión (S) Argentina       | Total club          | Total club          | 24    | 9     | 2                   | 1                   | 5                   | 3                   | 31    | 13    |
| Nacional Potosí · Bolivia | 1°                  | 2019                | 2     | 0     | -                   | -                   | -                   | -                   | 2     | 0     |
| Nacional Potosí · Bolivia | Total club          | Total club          | 2     | 0     | -                   | -                   | -                   | -                   | 2     | 0     |
| Güemes Argentina          | 2.º                 | 2021                | 21    | 5     | 1                   | 0                   | -                   | -                   | 22    | 5     |
| Güemes Argentina          | Total club          | Total club          | 21    | 5     | 1                   | 0                   | -                   | -                   | 22    | 5     |
| Almagro Argentina         | 2.º                 | 2022                | 36    | 3     | -                   | -                   | -                   | -                   | 36    | 3     |
| Almagro Argentina         | Total club          | Total club          | 36    | 3     | -                   | -                   | -                   | -                   | 36    | 3     |
| Chaco For Ever Argentina  | 2.º                 | 2023                | 2     | 0     | 1                   | 0                   | -                   | -                   | 3     | 0     |
| Chaco For Ever Argentina  | Total club          | Total club          | 2     | 0     | 1                   | 0                   | -                   | -                   | 3     | 0     |
| Total en su carrera       | Total en su carrera | Total en su carrera | 104   | 29    | 4                   | 1                   | 5                   | 3                   | 113   | 33    |

## Palmarés

#### Campeonatos regionales
| Título           | Club               | País      | Año  |
| ---------------- | ------------------ | --------- | ---- |
| Liga Santafesina | Colón de Santa Fe  | Argentina | 2014 |
| Liga Santafesina | Colón de Santa Fe  | Argentina | 2017 |
| Copa Santa Fe    | Unión de Sunchales | Argentina | 2018 |